# Wipro
Wipro Limited (tidligere Western India Palm Refined Oils Limited) er en indisk multinational it- og konsulentvirksomhed.
Wipro's kompetencer omfatter cloudcomputing, cybersikkerhed, digitalisering, kunstig intelligens, robotik, dataanalyse og andre services til kunder i 67 lande.